# Cantone di Vielle-Aure
Il Cantone di Vielle-Aure era una divisione amministrativa dell'Arrondissement di Bagnères-de-Bigorre.
A seguito della riforma approvata con decreto del 25 febbraio 2014, che ha avuto attuazione dopo le elezioni dipartimentali del 2015, è stato soppresso.

## Composizione
Comprendeva i comuni di:
- Aragnouet
- Azet
- Bourisp
- Cadeilhan-Trachère
- Camparan
- Ens
- Estensan
- Grailhen
- Guchan
- Sailhan
- Saint-Lary-Soulan
- Tramezaïgues
- Vielle-Aure
- Vignec